# 王时雍
王时雍（？—1127年11月1日），高凉郡（今广东高州）人。曾任吏部尚书，靖康元年二月任开封府尹。
靖康之变时为东京留守，为金军搜捕女俘最为卖力，绰号“虜人外公”。后拥立张邦昌为皇帝，成立伪楚政权。并被张邦昌封为权知枢密院事领尚书省。南宋建炎元年九月，宋高宗下诏，赐死张邦昌于潭州，诛王时雍于高州。